# ظهرالناشر (أسلم)

تعديل مصدري - تعديل

ظهرالناشر هي إحدى قرى عزلة أسلم الشام بمديرية أسلم التابعة لمحافظة حجة، بلغ تعداد سكانها 101 نسمة حسب تعداد اليمن لعام 2004.